# Наполеона императорская
Наполеона императорская, или наполеонея императорская (лат. Napoleonaea imperialis) — небольшое вечнозеленое тропическое западноафриканское дерево из рода Наполеона семейства Лецитисовые, произрастающее в Африке.

## Распространение
Распространён от Бенина, Нигерии, Габона и Демократической Республики Конго на юг до Анголы.

## Описание
Вырастает до 6 метров в высоту, крона густая и маловетвистая. Цветы имеют два внутренних ряда лепестков и различаются по цвету, обычно кремово-желтый по окружности, с центром от красного до абрикосового и фиолетового. Они развиваются либо на молодых ветвях, либо растут прямо из старой древесины ствола. Плод представляет собой ягоду тёмно-оранжевого или красновато-коричневого цвета, содержащую почковидное семя. Этот вид широко культивируется как декоративное дерево.

## Таксономия
Napoleonaea imperialis был описан в 1804 году французским ботаником Амбруазом Пализо де Бовуа. Назван в тот же год, когда его тёзка Наполеон Бонапарт был провозглашён императором.

## Галерея

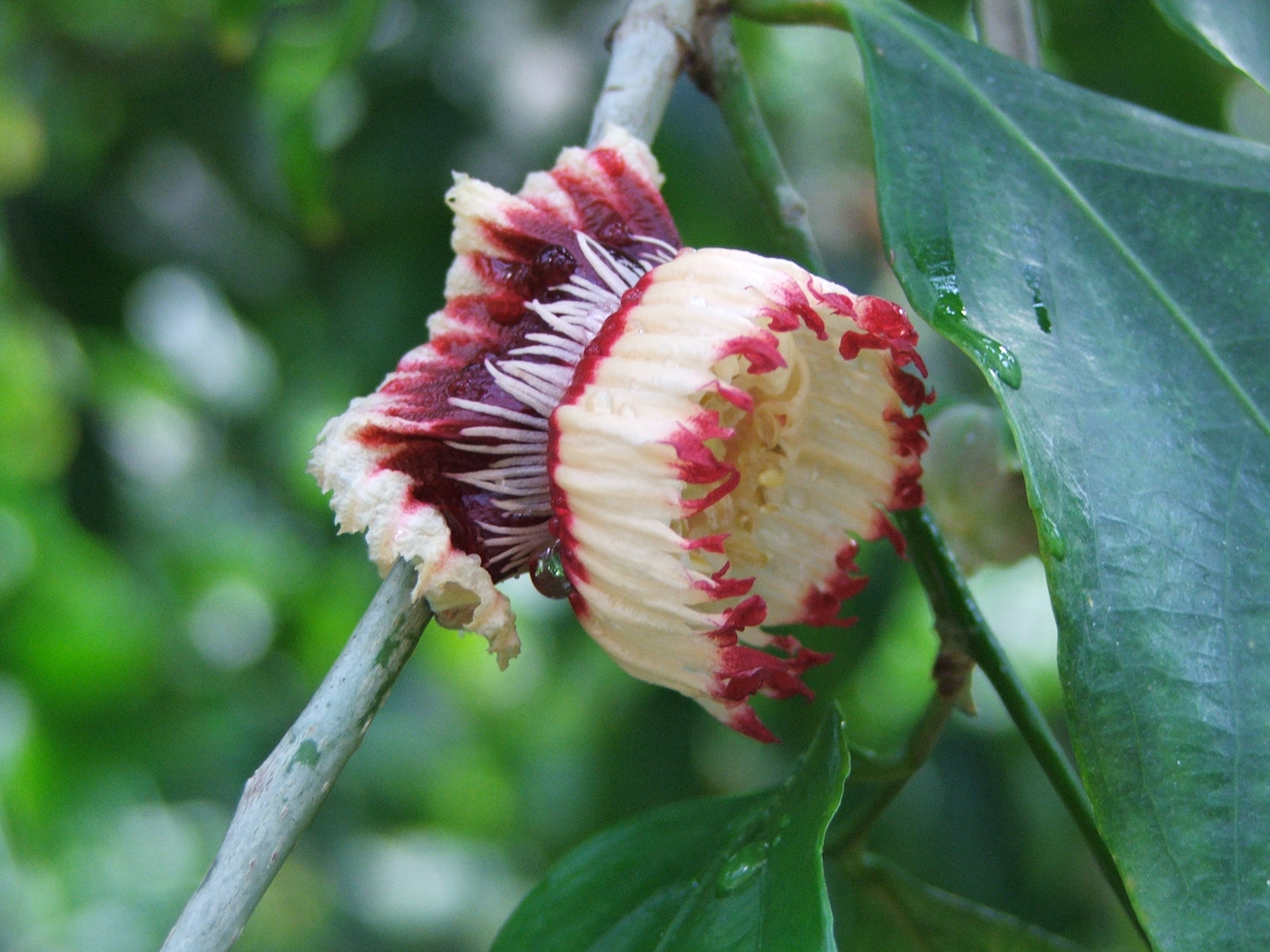
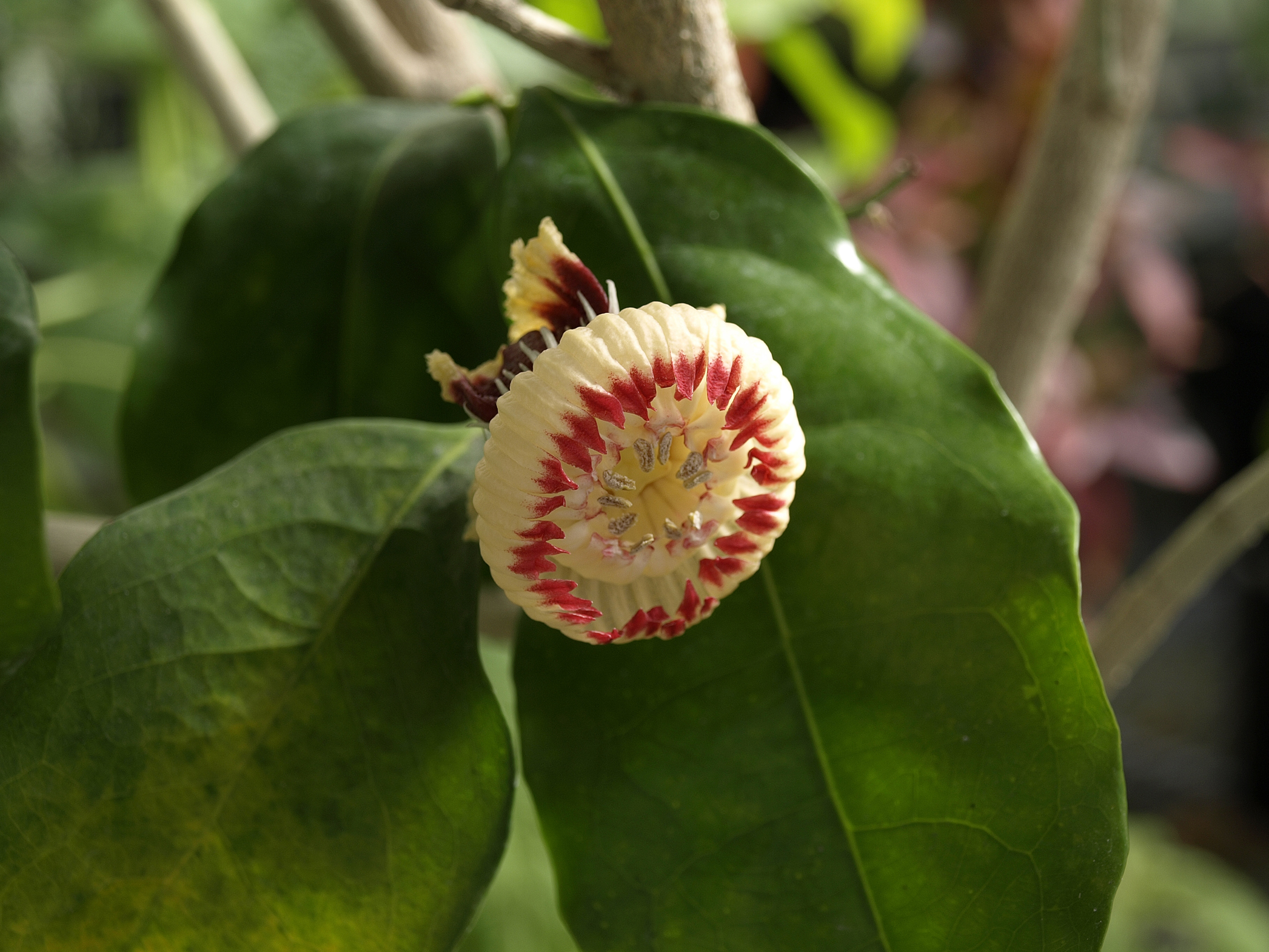
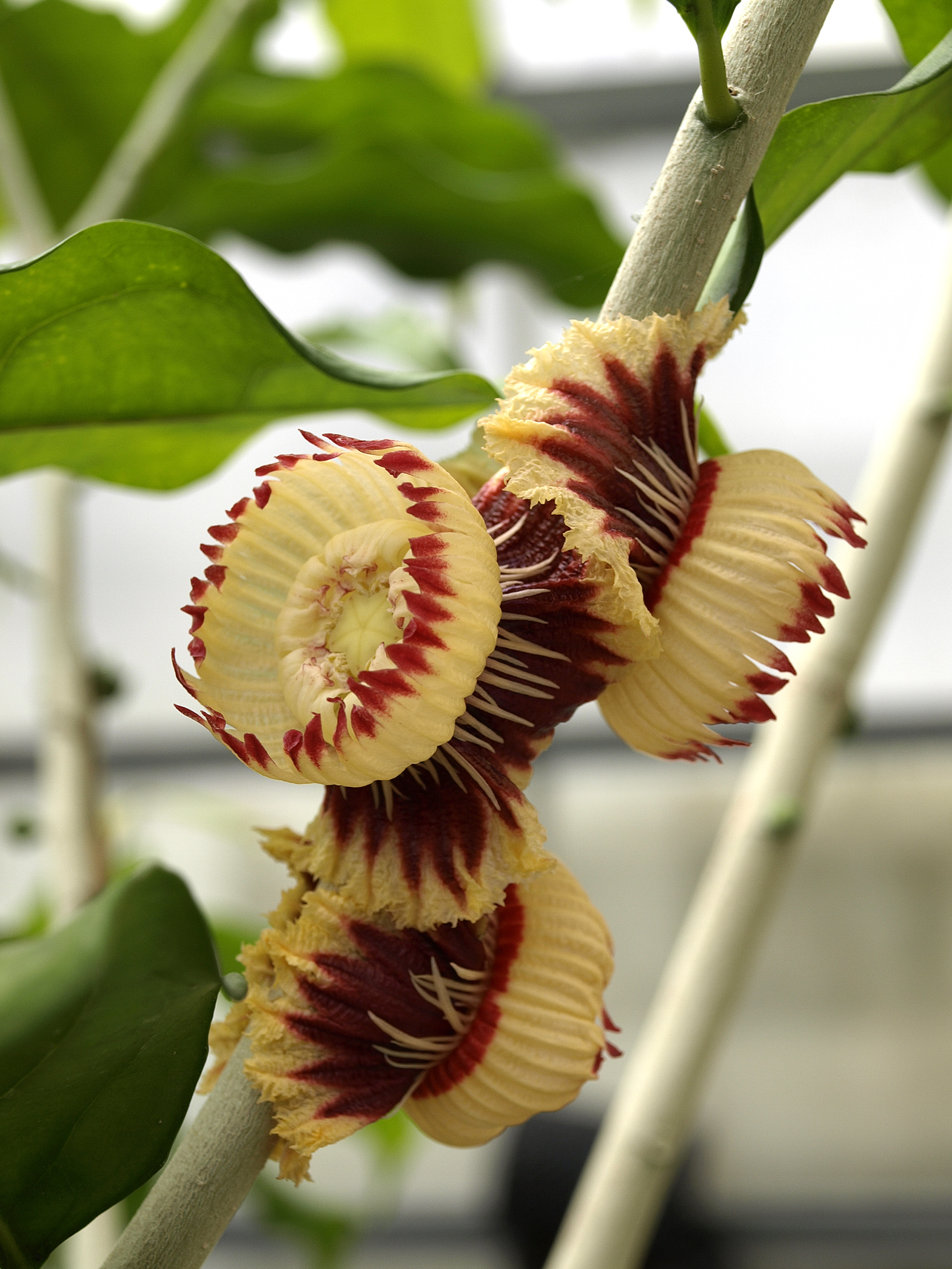
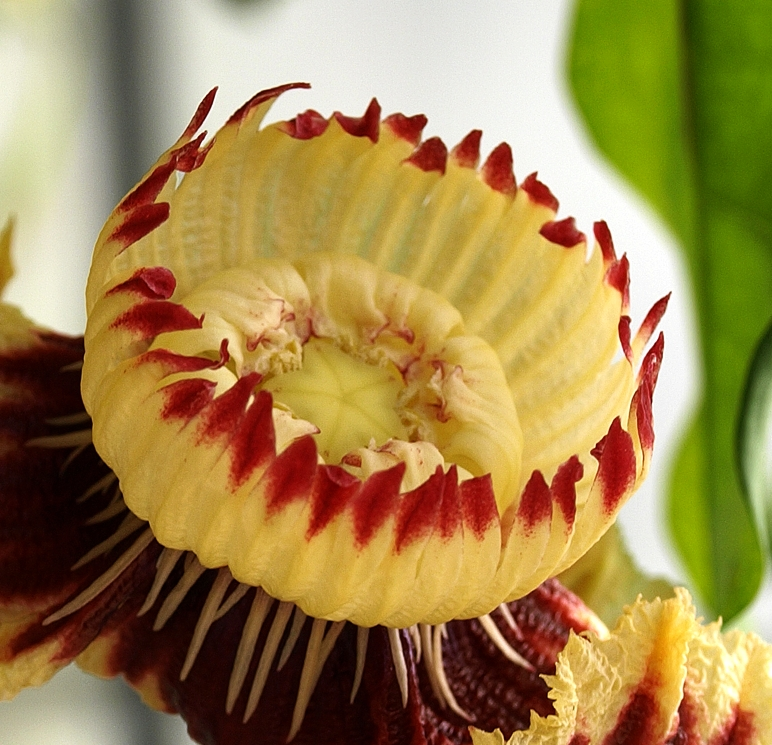